# 兵庫県の灯台一覧
兵庫県の灯台一覧（ひょうごけんのとうだいいちらん）は、兵庫県にある灯台及び、照射灯、浮標灯などをまとめた一覧である。

## 灯台
- 鞍掛島灯台 兵庫県姫路市（鞍掛島）
- 院下島灯台 兵庫県姫路市（院下島）
- 江埼灯台 兵庫県淡路市（江埼）
- 高埼灯台 兵庫県洲本市（高埼）
- 松島灯台 兵庫県姫路市（松島）
- 沼島灯台 兵庫県南あわじ市（沼島）
- 上島灯台 兵庫県姫路市（上島）
- 神戸メリケンパークオリエンタルホテル灯台 兵庫県神戸市（神戸メリケンパークオリエンタルホテル）
- 神戸沖埋立処分場灯台 兵庫県神戸港第6区内（神戸沖埋立処分場南東端）
- 神戸港南駒栄灯台 兵庫県神戸市（神戸灯台の西方約1.2キロメートル）
- 神戸灯台 兵庫県神戸市（和田岬の西南西方約1.7キロメートル）
- 生石鼻灯台 兵庫県洲本市（生石鼻）
- 赤穂御埼灯台 兵庫県赤穂市（御埼）
- 今津灯台 兵庫県西宮市（西宮内防波堤灯台の北北東方約2.0キロメートル）
- 男鹿島灯台 兵庫県姫路市（男鹿島）
- 釣島鼻灯台 兵庫県南あわじ市（釣島鼻）
- 東播磨港伊保灯台 兵庫県東播磨港（東播磨港伊保東防波堤灯台の西南西方約450メートル）
- 尼崎閘門波除堤灯台 兵庫県尼崎西宮芦屋港（閘門仮波除堤外端）
- 尾崎鼻灯台 兵庫県姫路市（尾崎鼻）
- 福良港灯台 兵庫県福良港（煙島）
- 蔓島灯台 兵庫県相生市（蔓島）
- 網干西灯台 兵庫県姫路港網干区（網干防波堤灯台の西南西方約2.0キロメートル）
- 門埼灯台 兵庫県南あわじ市（門埼）

- 居組港不動山灯台 兵庫県美方郡新温泉町（不動山）
- 諸寄港日和山灯台 兵庫県美方郡浜坂町（日和山） - 2011年12月23日廃止、ただし併設している諸寄港石ノ前照射灯は存続。
- 浜坂港矢城ケ鼻灯台 兵庫県美方郡新温泉町（矢城ケ鼻）
- 三尾大島灯台 兵庫県美方郡新温泉町（大島）
- 余部埼灯台 兵庫県城崎郡香住町（余部埼）
- 余部埼北灯台 兵庫県城崎郡香住町（余部埼灯台の北方約400メートル）
- 香住港城山灯台 兵庫県美方郡香美町（城山）
- 柴山港灯台 兵庫県美方郡香美町（大山）
- 柴山港臼ケ浦島灯台 兵庫県柴山港（柴山港灯台の東方約730メートル）
- 猫埼灯台 兵庫県豊岡市（猫埼）
- 猿ケ城灯台 兵庫県津居山港（津居山島猿ケ城）
- 津居山港新防砂堤灯台 兵庫県津居山港（新防砂堤外端）
- 津居山港東導流堤灯台 兵庫県津居山港（東導流堤外端）
- 津居山港港口西導流堤灯台 兵庫県津居山港（港口西導流堤外端）
- 捨ケ鼻灯台 兵庫県豊岡市（捨ケ鼻）

## 防波堤灯台
- 伊毘港沖防波堤北灯台 兵庫県南あわじ市（伊毘港沖防波堤北端）
- 育波港A防波堤灯台 兵庫県淡路市（育波港A防波堤外端）
- 育波港西防波堤灯台 兵庫県淡路市（育波港西防波堤外端）
- 浦港南防波堤灯台 兵庫県淡路市（浦港南防波堤外端）
- 仮屋港森東防波堤北灯台 兵庫県淡路市（仮屋港森東防波堤北端）
- 仮屋港東防波堤北灯台 兵庫県淡路市（仮屋港東防波堤北端）
- 仮屋港南防波堤灯台 兵庫県淡路市（仮屋港南防波堤外端）
- 家島港東防波堤灯台 兵庫県姫路市（家島港東防波堤外端）
- 家島港北防波堤灯台 兵庫県姫路市（家島港北防波堤外端）
- 釜口港第1号防波堤灯台 兵庫県淡路市（釜口港第1号防波堤外端）
- 丸山港西防波堤南灯台 兵庫県南あわじ市（丸山港西防波堤南端）
- 岩屋港沖防波堤西灯台 兵庫県岩屋港（沖防波堤西端）
- 岩屋港西防波堤東灯台 兵庫県岩屋港（北防波堤東端）
- 岩屋港西防波堤灯台 兵庫県岩屋港（西防波堤南東端）
- 岩屋港東防波堤灯台 兵庫県岩屋港（東防波堤外端）
- 岩屋港北防波堤西灯台 兵庫県岩屋港（北防波堤西端）
- 岩屋港北防波堤東灯台 兵庫県岩屋港（北防波堤東端）
- 岩見港東防波堤灯台 兵庫県たつの市（岩見港東防波堤外端）
- 郡家港西防波堤灯台 兵庫県郡家港（西防波堤外端）
- 広畑東防波堤灯台 兵庫県姫路港広畑区（広畑東防波堤外端）
- 江井ケ島港西防波堤灯台 兵庫県明石市（江井ケ島港西防波堤外端）
- 江井港西防波堤灯台 兵庫県淡路市（江井港西防波堤外端）
- 江井島港西防波堤灯台 兵庫県明石市（江井島港西防波堤外端）
- 妻鹿漁港東防波堤灯台 兵庫県姫路港東区（妻鹿漁港東防波堤外端）
- 妻鹿西外防波堤東灯台 兵庫県姫路港東区（西外防波堤南東端）
- 妻鹿西防波堤灯台 兵庫県姫路港東区（妻鹿西防波堤外端）
- 妻鹿東防波堤灯台 兵庫県姫路港東区（妻鹿東防波堤外端）
- 坂越港2号防波堤灯台 兵庫県赤穂市（坂越港2号防波堤外端）
- 堺泉北大和川南防波堤南灯台 阪神港堺泉北区（大和川南防波堤南端）
- 堺泉北大和川南防波堤北灯台 阪神港堺泉北区（大和川南防波堤北西端）
- 堺浜寺南防波堤灯台 阪神港堺泉北区（堺浜寺南防波堤外端）
- 堺浜寺北防波堤灯台 阪神港堺泉北区（堺浜寺北防波堤外端）
- 三港建神戸港第八防波堤東灯台 兵庫県神戸港第6区（第八防波堤外端）
- 洲本港外南防波堤灯台 兵庫県洲本港（外南防波堤外端）
- 洲本港外防波堤灯台 兵庫県洲本港（外北防波堤外端）
- 洲本港南防波堤灯台 兵庫県洲本港（南防波堤外端）
- 洲本港北防波堤灯台 兵庫県洲本港（北防波堤外端）
- 洲本港炬ノ口3号防波堤灯台 兵庫県洲本港（炬ノ口3号防波堤外端）
- 洲本港炬ノ口北防波堤灯台 兵庫県洲本港（炬ノ口北防波堤外端）
- 沼島港西防波堤灯台 兵庫県南あわじ市（沼島港西防波堤外端）
- 沼島港泊防波堤灯台 兵庫県南あわじ市（沼島港泊防波堤外端）
- 飾磨西防波堤東灯台 兵庫県姫路港飾磨区（飾磨西防波堤南東端）
- 飾磨東第二防波堤灯台 兵庫県姫路港飾磨区（飾磨東第二防波堤外端）
- 飾磨東防波堤灯台 兵庫県姫路港飾磨区（飾磨東防波堤外端）
- 神戸須磨沖防波堤灯台 兵庫県神戸港第4区（須磨沖防波堤東端）
- 神戸港須磨西防波堤灯台 兵庫県神戸港第3区（須磨西防波堤外端）
- 神戸港須磨西防波堤北灯台 兵庫県神戸港第4区（須磨西防波堤外端）
- 神戸第1南防波堤灯台 兵庫県神戸港第5区（第一南防波堤外端）
- 神戸第1防波堤東灯台 兵庫県神戸港第1区（第一防波堤東端）
- 神戸第1防波堤西灯台 兵庫県神戸港第1区（第一防波堤西端）
- 神戸第2防波堤南灯台
- 神戸第3防波堤東灯台 兵庫県神戸港第2区（第三防波堤東端）
- 神戸第4防波堤中灯台 兵庫県神戸港第2区（第四防波堤北側部南端）
- 神戸第5防波堤東灯台 兵庫県神戸港第2区（第五防波堤東端）
- 神戸第6防波堤灯台 兵庫県神戸港第2区
- 神戸第6南防波堤灯台 兵庫県神戸港第2区（第六南防波堤外端）
- 神戸第7防波堤西灯台 兵庫県神戸港第2区（第七防波堤西端）
- 神戸第7防波堤東灯台 兵庫県神戸港第3区（第七防波堤東端）
- 神戸第8防波堤灯台
- 神戸港長田東防波堤灯台 兵庫県神戸港第4区（長田東防波堤外端）
- 神戸港長田防波堤灯台 兵庫県神戸港第4区（長田防波堤外端）
- 神戸和田防波堤灯台 兵庫県神戸港第1区（和田防波堤外端）
- 神戸須磨西防波堤灯台 阪神港神戸区（須磨西防波堤外端）
- 神戸須磨南防波堤灯台 阪神港神戸区（須磨南防波堤外端）
- 神戸第1南防波堤灯台 阪神港神戸区（第1南防波堤外端）
- 神戸第1防波堤西灯台 阪神港神戸区（第1防波堤西端）
- 神戸第1防波堤東灯台 阪神港神戸区（第1防波堤東端）
- 神戸第2防波堤南灯台 阪神港神戸区（第2防波堤南端）
- 神戸第3防波堤東灯台 阪神港神戸区（第3防波堤東端）
- 神戸第4防波堤中灯台 阪神港神戸区（第4防波堤北側部南端）
- 神戸第4防波堤南端灯浮標 阪神港神戸区（神戸第3防波堤東灯台の北東方約350メートル）
- 神戸第5防波堤東灯台 阪神港神戸区（第5防波堤東端）
- 神戸第6南防波堤灯台 阪神港神戸区（第6南防波堤外端）
- 神戸第6防波堤灯台 阪神港神戸区（第6防波堤外端）
- 神戸第7防波堤西灯台 阪神港神戸区（第7防波堤西端）
- 神戸第7防波堤東灯台 阪神港神戸区（第7防波堤東端）
- 神戸第8南防波堤西施設灯 阪神港神戸区（神戸第6南防波堤灯台の南南東方約1.7キロメートル）
- 神戸第8南防波堤東施設灯 阪神港神戸区（神戸第6南防波堤灯台の南南東方約1.8キロメートル）
- 神戸第8防波堤灯台 阪神港神戸区（第8防波堤外端）
- 神戸長田東防波堤灯台 阪神港神戸区（長田東防波堤外端）
- 神戸長田防波堤灯台 阪神港神戸区（長田防波堤外端）
- 神戸和田岬防波堤灯台 阪神港神戸区（和田岬防波堤外端）
- 仁頃港西防波堤灯台 兵庫県南あわじ市（仁頃港西防波堤外端）
- 生穂漁港東防波堤灯台 兵庫県津名郡津名町（生穂漁港東防波堤外端）
- 西宮内防波堤灯台 阪神港尼崎西宮芦屋区（西宮内防波堤外端）
- 西宮防波堤西灯台 阪神港尼崎西宮芦屋区（西宮防波堤西端）
- 西宮防波堤東灯台 阪神港尼崎西宮芦屋区（西宮防波堤東端）
- 西宮鳴尾防波堤灯台 阪神港尼崎西宮芦屋区（鳴尾防波堤外端）
- 赤穂港第二千鳥防波堤灯台 兵庫県赤穂港（第二千鳥防波堤外端）
- 浅野港北防波堤灯台 兵庫県淡路市（浅野港北防波堤外端）
- 淡路山田港西防波堤灯台 兵庫県淡路市（山田港西防波堤外端）
- 淡路室津港西防波堤灯台 兵庫県淡路市（室津港西防波堤外端）
- 淡路由良港成山防波堤灯台 兵庫県由良港（成山防波堤外端）
- 鳥飼港沖防波堤灯台 兵庫県洲本市（鳥飼港沖防波堤外端）
- 鳥飼港防波堤灯台 兵庫県津名郡五色町（鳥飼港1号防波堤外端）
- 津名港塩田外防波堤北灯台 兵庫県津名港（塩田外防波堤北端）
- 津名港塩田南防波堤灯台 兵庫県津名港（塩田南防波堤外端）
- 津名港塩田北防波堤灯台 兵庫県津名港（塩田北防波堤外端）
- 津名港佐野東防波堤灯台 兵庫県津名港（佐野東防波堤外端）
- 津名港志筑外南防波堤灯台 兵庫県津名港（志筑外南防波堤外端）
- 津名港志筑外北防波堤灯台 兵庫県津名港（志筑外北防波堤外端）
- 津名港生穂沖防波堤東灯台 兵庫県津名港（生穂沖防波堤東端）
- 津名港生穂東防波堤灯台 兵庫県津名港（生穂東防波堤外端）
- 都志港北防波堤灯台 兵庫県都志港（北防波堤外端）
- 東播磨港伊保東防波堤灯台 兵庫県東播磨港（伊保東防波堤外端）
- 東播磨港高砂西港西防波堤灯台 兵庫県東播磨港（高砂西港西防波堤外端）
- 東播磨港高砂西防波堤灯台 兵庫県東播磨港（高砂西防波堤外端）
- 東播磨港高砂東防波堤灯台 兵庫県東播磨港（高砂東防波堤外端）
- 東播磨港二見南防波堤灯台 兵庫県東播磨港（二見南防波堤外端）
- 東播磨港別府西港西防波堤灯台 兵庫県東播磨港（別府西港西防波堤外端）
- 東播磨港別府西防波堤灯台 兵庫県東播磨港（別府西防波堤外端）
- 東播磨港別府東防波堤灯台 兵庫県東播磨港（別府東防波堤外端）
- 東播磨港別府防波堤灯台 兵庫県東播磨港（別府防波堤外端）
- 灘港西防波堤灯台 兵庫県南あわじ市（灘港西防波堤外端）
- 尼崎西防波堤灯台 兵庫県尼崎西宮芦屋港第1区（西防波堤外端）
- 尼崎南防波堤西灯台 兵庫県尼崎西宮芦屋港（南防波堤西端）
- 尼崎南防波堤東灯台 兵庫県尼崎西宮芦屋港（南防波堤東端）
- 播磨室津港南防波堤灯台 兵庫県たつの市（室津港南防波堤外端）
- 播磨垂水港南防波堤西灯台 兵庫県神戸市（垂水港南防波堤西端）
- 播磨垂水港南防波堤東灯台 兵庫県神戸市（垂水港南防波堤東端）
- 尾崎港西防波堤灯台 兵庫県淡路市（尾崎港西防波堤外端）
- 姫路港中川西防波堤灯台 兵庫県姫路港
- 姫路港中川東防波堤灯台 兵庫県姫路港西区（中川東防波堤外端）
- 姫路八木港西防波堤灯台 兵庫県八木港（西防波堤外端）
- 富島港北防波堤灯台 兵庫県富島港（北防波堤外端）
- 坊勢港西ノ浦西5号防波堤灯台 兵庫県姫路市（坊勢港西ノ浦西5号防波堤外端）
- 坊勢港長井4号防波堤灯台 兵庫県姫路市（坊勢港長井4号防波堤外端）
- 坊勢港奈座奈3号防波堤灯台 兵庫県姫路市（坊勢港奈座奈3号防波堤外端）
- 坊勢港奈座奈6号防波堤灯台 兵庫県姫路市（坊勢港奈座奈6号防波堤外端）
- 湊港西外防波堤灯台 兵庫県湊港（西外防波堤外端）
- 湊港西防波堤灯台 兵庫県湊港（西防波堤外端）
- 明石港西外港沖防波堤東灯台 兵庫県明石港（西外港沖防波堤東端）
- 明石港西外港西防波堤灯台 兵庫県明石港（西外港西防波堤外端）
- 明石港中外港南防波堤灯台 兵庫県明石港（中外港南防波堤外端）
- 明石港東外港西防波堤灯台 兵庫県明石港（東外港西防波堤外端）
- 明石港東外港南防波堤灯台 兵庫県明石港（東外港南防波堤外端）
- 網干防波堤灯台 兵庫県姫路港網干区（網干防波堤外端）
- 網手港西防波堤灯台 兵庫県姫路市（網手港西防波堤外端）
- 林崎港5号防波堤灯台 兵庫県明石市（林崎港5号防波堤外端）
- 林崎港西防波堤灯台 兵庫県明石市（林崎港西防波堤外端）
- 居組港Ａ号防波堤灯台 兵庫県美方郡新温泉町（居組港Ａ号防波堤外端）
- 諸寄港北防波堤灯台 兵庫県美方郡浜坂町（諸寄港北防波堤外端）
- 浜坂港北防波堤灯台 兵庫県浜坂港（北防波堤外端）
- 三尾港小三尾東防波堤灯台 兵庫県美方郡新温泉町（三尾港小三尾東防波堤外端）
- 鎧港防波堤灯台 兵庫県城崎郡香住町（鎧港防波堤外端）
- 鎧港１号防波堤灯台 兵庫県城崎郡香住町（鎧港１号防波堤外端）
- 香住港下浜防波堤灯台 兵庫県香住港（下浜防波堤外端）
- 香住港東浜東防波堤灯台 兵庫県香住港（東浜東防波堤外端）
- 香住港東浜北防波堤灯台 兵庫県香住港（東浜北防波堤外端）
- 香住港東浜西防波堤灯台 兵庫県香住港（東浜西防波堤外端）
- 香住港東浜第二東防波堤灯台 兵庫県香住港（東浜第二東防波堤外端）
- 香住港西防波堤灯台 兵庫県香住港（西防波堤外端）
- 香住港南防波堤灯台 兵庫県香住港（南防波堤外端）
- 香住港北防波堤灯台 兵庫県香住港（北防波堤外端）
- 香住港沖防波堤灯台 兵庫県香住港（沖防波堤外端）
- 柴山港東防波堤灯台 兵庫県柴山港（東防波堤西端）
- 柴山港西防波堤灯台 兵庫県柴山港（西防波堤外端）
- 竹野港東防波堤灯台 兵庫県豊岡市（竹野港東防波堤外端）

## 照射灯
- 生石鼻南方照射灯 兵庫県洲本市（生石鼻）
- 居組港不動山小振島照射灯 兵庫県美方郡新温泉町（居組港不動山灯台）
- 居組港A号防波堤北方照射灯 兵庫県美方郡新温泉町（居組港Ａ号防波堤灯台）
- 諸寄港日和山船害杭照射灯 兵庫県美方郡浜坂町（諸寄港日和山灯台）
- 諸寄港石ノ前照射灯 兵庫県美方郡浜坂町（諸寄港日和山灯台）
- 猿ケ城石金岩照射灯 兵庫県津居山港（猿ケ城灯台）
- 津居山港新防砂堤照射灯 兵庫県豊岡市津居山港（津居山港新防砂堤灯柱）

## 施設灯
- 神戸空港西進入灯施設灯 阪神港神戸区（神戸第1防波堤東灯台の南方約2.6キロメートル）
- 神戸空港東進入灯施設灯 阪神港神戸区（神戸第6南防波堤灯台の南南西方約3.4キロメートル）
- 神戸空港東進入灯台E1施設灯 阪神港神戸区（神戸第6南防波堤灯台の南方約3.3キロメートル）
- 神戸空港東進入灯台E2施設灯 阪神港神戸区（神戸第6南防波堤灯台の南方約3.3キロメートル）
- 神戸シェルルブリカンツジャパンA桟橋施設灯 兵庫県神戸港第3区（神戸須磨沖防波堤灯台の東北東方約420メートル）
- 神戸シェルルブリカンツジャパンC桟橋施設灯 兵庫県神戸港第3区（神戸須磨沖防波堤灯台の東北東方約570メートル）
- 南あわじ市立浮体式多目的公園施設灯 釣島鼻灯台（兵庫県南あわじ市）の南方約1.3キロメートル

## 橋梁灯
- 浦戸大橋橋梁灯（L2灯） 浦戸大橋橋梁灯（C2灯）の南方約75メートル
- 神戸空港大橋橋梁灯（C1灯） 阪神港神戸区（空港大橋東側面中央）
- 神戸空港大橋橋梁灯（C2灯） 阪神港神戸区（空港大橋西側面中央）
- 神戸空港大橋橋梁灯（L1灯） 神戸空港大橋橋梁灯（C1灯）の南南東方約66メートル
- 神戸空港大橋橋梁灯（L2灯） 神戸空港大橋橋梁灯（C2灯）の南南東方約66メートル
- 神戸空港大橋橋梁灯（P1灯） 神戸空港大橋橋梁灯（C1灯）の南南東方約480メートル
- 神戸空港大橋橋梁灯（P2灯） 神戸空港大橋橋梁灯（C2灯）の南南東方約480メートル
- 神戸空港大橋橋梁灯（P3灯） 神戸空港大橋橋梁灯（C1灯）の南南東方約370メートル
- 神戸空港大橋橋梁灯（P4灯） 神戸空港大橋橋梁灯（C2灯）の南南東方約370メートル
- 神戸空港大橋橋梁灯（P5灯） 神戸空港大橋橋梁灯（C1灯）の南南東方約230メートル
- 神戸空港大橋橋梁灯（P6灯） 神戸空港大橋橋梁灯（C2灯）の南南東方約230メートル
- 神戸空港大橋橋梁灯（P7灯） 神戸空港大橋橋梁灯（C1灯）の南南東方約80メートル
- 神戸空港大橋橋梁灯（P8灯） 神戸空港大橋橋梁灯（C2灯）の南南東方約85メートル
- 神戸空港大橋橋梁灯（P9灯） 神戸空港大橋橋梁灯（C1灯）の北北西方約80メートル
- 神戸空港大橋橋梁灯（P10灯） 神戸空港大橋橋梁灯（C2灯）の北北西方約75メートル
- 神戸空港大橋橋梁灯（P11灯） 神戸空港大橋橋梁灯（C1灯）の北北西方約230メートル
- 神戸空港大橋橋梁灯（P12灯） 神戸空港大橋橋梁灯（C2灯）の北北西方約230メートル
- 神戸空港大橋橋梁灯（P13灯） 神戸空港大橋橋梁灯（C1灯）の北北西方約370メートル
- 神戸空港大橋橋梁灯（P14灯） 神戸空港大橋橋梁灯（C2灯）の北北西方約370メートル
- 神戸空港大橋橋梁灯（P15灯） 神戸空港大橋橋梁灯（C1灯）の北北西方約480メートル
- 神戸空港大橋橋梁灯（P16灯） 神戸空港大橋橋梁灯（C2灯）の北北西方約480メートル
- 神戸空港大橋橋梁灯（R1灯） 神戸空港大橋橋梁灯（C1灯）の北北西方約64メートル
- 神戸空港大橋橋梁灯（R2灯） 神戸空港大橋橋梁灯（C2灯）の北北西方約65メートル
- 神戸空港大橋橋梁灯（C1灯） 兵庫県神戸港第5区（空港大橋東側面中央）
- 神戸空港大橋橋梁灯（C2灯） 兵庫県神戸港第5区（空港大橋西側面中央）
- 神戸空港大橋橋梁灯（L1灯） 神戸空港大橋橋梁灯（C1灯）の南南東方約66メートル
- 神戸空港大橋橋梁灯（L2灯） 神戸空港大橋橋梁灯（C2灯）の南南東方約66メートル
- 神戸空港大橋橋梁灯（P1灯） 神戸空港大橋橋梁灯（C1灯）の南南東方約480メートル
- 神戸空港大橋橋梁灯（P2灯） 神戸空港大橋橋梁灯（C2灯）の南南東方約480メートル
- 神戸空港大橋橋梁灯（P3灯） 神戸空港大橋橋梁灯（C1灯）の南南東方約370メートル
- 神戸空港大橋橋梁灯（P4灯） 神戸空港大橋橋梁灯（C2灯）の南南東方約370メートル
- 神戸空港大橋橋梁灯（P5灯） 神戸空港大橋橋梁灯（C1灯）の南南東方約230メートル
- 神戸空港大橋橋梁灯（P6灯） 神戸空港大橋橋梁灯（C2灯）の南南東方約230メートル
- 神戸空港大橋橋梁灯（P7灯） 神戸空港大橋橋梁灯（C1灯）の南南東方約80メートル
- 神戸空港大橋橋梁灯（P8灯） 神戸空港大橋橋梁灯（C2灯）の南南東方約85メートル
- 神戸空港大橋橋梁灯（P9灯） 神戸空港大橋橋梁灯（C1灯）の北北西方約80メートル
- 神戸空港大橋橋梁灯（P10灯） 神戸空港大橋橋梁灯（C2灯）の北北西方約75メートル
- 神戸空港大橋橋梁灯（P11灯） 神戸空港大橋橋梁灯（C1灯）の北北西方約230メートル
- 神戸空港大橋橋梁灯（P12灯） 神戸空港大橋橋梁灯（C2灯）の北北西方約230メートル
- 神戸空港大橋橋梁灯（P13灯） 神戸空港大橋橋梁灯（C1灯）の北北西方約370メートル
- 神戸空港大橋橋梁灯（P14灯） 神戸空港大橋橋梁灯（C2灯）の北北西方約370メートル
- 神戸空港大橋橋梁灯（P15灯） 神戸空港大橋橋梁灯（C1灯）の北北西方約480メートル
- 神戸空港大橋橋梁灯（P16灯） 神戸空港大橋橋梁灯（C2灯）の北北西方約480メートル
- 神戸空港大橋橋梁灯（R1灯） 神戸空港大橋橋梁灯（C1灯）の北北西方約64メートル
- 神戸空港大橋橋梁灯（R2灯） 神戸空港大橋橋梁灯（C2灯）の北北西方約65メートル
- 神戸大橋橋梁灯（C1灯） 阪神港神戸区（神戸和田岬防波堤灯台の北北東方約3.2キロメートル）
- 神戸大橋橋梁灯（C2灯） 阪神港神戸区（神戸和田岬防波堤灯台の北北東方約3.2キロメートル）
- 神戸大橋橋梁灯（D1灯） 神戸大橋橋梁灯（C1灯）の北西方約80メートル
- 神戸大橋橋梁灯（D2灯） 神戸大橋橋梁灯（C2灯）の北西方約80メートル
- 神戸大橋橋梁灯（L1灯） 神戸大橋橋梁灯（C1灯）の南東方約80メートル
- 神戸大橋橋梁灯（L2灯） 神戸大橋橋梁灯（C2灯）の南東方約80メートル
- 神戸大橋橋梁灯（R1灯） 神戸大橋橋梁灯（C1灯）の北西方約80メートル
- 神戸大橋橋梁灯（R2灯） 神戸大橋橋梁灯（C2灯）の北西方約80メートル
- 東神戸大橋橋梁灯（C1灯） 阪神港神戸区（神戸第7防波堤東灯台の北方約3.7キロメートル）
- 東神戸大橋橋梁灯（C2灯） 阪神港神戸区（神戸第7防波堤東灯台の北方約3.7キロメートル）
- 東神戸大橋橋梁灯（L1灯） 東神戸大橋橋梁灯（C1灯）の西南西方約150メートル
- 東神戸大橋橋梁灯（L2灯） 東神戸大橋橋梁灯（C2灯）の西南西方約150メートル
- 東神戸大橋橋梁灯（P1灯） 東神戸大橋橋梁灯（C1灯）の西南西方約230メートル
- 東神戸大橋橋梁灯（P2灯） 東神戸大橋橋梁灯（C2灯）の西南西方約230メートル
- 東神戸大橋橋梁灯（P3灯） 東神戸大橋橋梁灯（C1灯）の東北東方約230メートル
- 東神戸大橋橋梁灯（P4灯） 東神戸大橋橋梁灯（C2灯）の東北東方約230メートル
- 東神戸大橋橋梁灯（R1灯） 東神戸大橋橋梁灯（C1灯）の東北東方約150メートル
- 東神戸大橋橋梁灯（R2灯） 東神戸大橋橋梁灯（C2灯）の東北東方約150メートル
- 灘浜大橋橋梁灯（C1灯） 阪神港神戸区（神戸第5防波堤東灯台の北北西方約1.6キロメートル）
- 灘浜大橋橋梁灯（C2灯） 阪神港神戸区（神戸第5防波堤東灯台の北北西方約1.6キロメートル）
- 灘浜大橋橋梁灯（L1灯） 灘浜大橋橋梁灯（C1灯）の南南西方約78メートル
- 灘浜大橋橋梁灯（L2灯） 灘浜大橋橋梁灯（C2灯）の南南西方約77メートル
- 灘浜大橋橋梁灯（P1灯） 灘浜大橋橋梁灯（C1灯）の南南西方約110メートル
- 灘浜大橋橋梁灯（P2灯） 灘浜大橋橋梁灯（C2灯）の南南西方約110メートル
- 灘浜大橋橋梁灯（P3灯） 灘浜大橋橋梁灯（C1灯）の北北東方約110メートル
- 灘浜大橋橋梁灯（P4灯） 灘浜大橋橋梁灯（C2灯）の北北東方約110メートル
- 灘浜大橋橋梁灯（R1灯） 灘浜大橋橋梁灯（C1灯）の北北東方約77メートル
- 灘浜大橋橋梁灯（R2灯） 灘浜大橋橋梁灯（C2灯）の北北東方約77メートル
- 尼崎港橋橋梁灯（L1灯） 阪神港尼崎西宮芦屋区（尼崎西防波堤灯台の北東方約2.1キロメートル）
- 尼崎港橋橋梁灯（L2灯） 阪神港尼崎西宮芦屋区（尼崎西防波堤灯台の北東方約2.1キロメートル）
- 尼崎港橋橋梁灯（R1灯） 尼崎港橋橋梁灯（L1灯）の東方約170メートル
- 尼崎港橋橋梁灯（R2灯） 尼崎港橋橋梁灯（L2灯）の東方約170メートル
- 明石海峡大橋橋梁灯（C1灯） 江埼灯台（兵庫県淡路市）の東北東方約2.8キロメートル
- 明石海峡大橋橋梁灯（C2灯） 江埼灯台（兵庫県淡路市）の東北東方約2.8キロメートル
- 明石海峡大橋橋梁灯（L1灯） 明石海峡大橋橋梁灯（C1灯）の北東方約760メートル
- 明石海峡大橋橋梁灯（L2灯） 明石海峡大橋橋梁灯（C2灯）の北東方約760メートル
- 明石海峡大橋橋梁灯（P1灯） 明石海峡大橋橋梁灯（C1灯）の北東方約1.0キロメートル
- 明石海峡大橋橋梁灯（P2灯） 明石海峡大橋橋梁灯（C2灯）の北東方約1.0キロメートル
- 明石海峡大橋橋梁灯（P3灯） 明石海峡大橋橋梁灯（C1灯）の南西方約1.0キロメートル
- 明石海峡大橋橋梁灯（P4灯） 明石海峡大橋橋梁灯（C2灯）の南西方約1.0キロメートル
- 明石海峡大橋橋梁灯（R1灯） 明石海峡大橋橋梁灯（C1灯）の南西方約760メートル
- 明石海峡大橋橋梁灯（R2灯） 明石海峡大橋橋梁灯（C2灯）の南西方約760メートル
- 六甲アイランド橋橋梁灯（C1灯） 阪神港神戸区（神戸第7防波堤東灯台の北西方約3.4キロメートル）
- 六甲アイランド橋橋梁灯（C2灯） 阪神港神戸区（神戸第7防波堤東灯台の北西方約3.4キロメートル）
- 六甲アイランド橋橋梁灯（L1灯） 六甲アイランド橋橋梁灯（C1灯）の南方約98メートル
- 六甲アイランド橋橋梁灯（L2灯） 六甲アイランド橋橋梁灯（C2灯）の南方約97メートル
- 六甲アイランド橋橋梁灯（P1灯） 六甲アイランド橋橋梁灯（C1灯）の南方約110メートル
- 六甲アイランド橋橋梁灯（P2灯） 六甲アイランド橋橋梁灯（C2灯）の南方約110メートル
- 六甲アイランド橋橋梁灯（P3灯） 六甲アイランド橋橋梁灯（C1灯）の北方約110メートル
- 六甲アイランド橋橋梁灯（P4灯） 六甲アイランド橋橋梁灯（C2灯）の北方約110メートル
- 六甲アイランド橋橋梁灯（R1灯） 六甲アイランド橋橋梁灯（C1灯）の北方約100メートル
- 六甲アイランド橋橋梁灯（R2灯） 六甲アイランド橋橋梁灯（C2灯）の北方約97メートル

## 橋梁標
- 神戸空港大橋橋梁標（C1標） 阪神港神戸区（空港大橋東側面中央）
- 神戸空港大橋橋梁標（C2標） 阪神港神戸区（空港大橋西側面中央）
- 神戸空港大橋橋梁標（L1標） 神戸空港大橋橋梁標（C1標）の南南東方約66メートル
- 神戸空港大橋橋梁標（L2標） 神戸空港大橋橋梁標（C2標）の南南東方約66メートル
- 神戸空港大橋橋梁標（R1標） 神戸空港大橋橋梁標（C1標）の北北西方約64メートル
- 神戸空港大橋橋梁標（R2標） 神戸空港大橋橋梁標（C2標）の北北西方約65メートル
- 神戸空港大橋橋梁標（C1標） 兵庫県神戸港第5区（空港大橋東側面中央）
- 神戸空港大橋橋梁標（C2標） 兵庫県神戸港第5区（空港大橋西側面中央）
- 神戸空港大橋橋梁標（L1標） 神戸空港大橋橋梁標（C1標）の南南東方約66メートル
- 神戸空港大橋橋梁標（L2標） 神戸空港大橋橋梁標（C2標）の南南東方約66メートル
- 神戸空港大橋橋梁標（R1標） 神戸空港大橋橋梁標（C1標）の北北西方約64メートル
- 神戸空港大橋橋梁標（R2標） 神戸空港大橋橋梁標（C2標）の北北西方約65メートル
- 灘浜大橋橋梁標（C1標） 阪神港神戸区（神戸第5防波堤東灯台の北北西方約1.6キロメートル）
- 灘浜大橋橋梁標（C2標） 阪神港神戸区（神戸第5防波堤東灯台の北北西方約1.6キロメートル）
- 灘浜大橋橋梁標（L1標） 灘浜大橋橋梁標（C1標）の南南西方約78メートル
- 灘浜大橋橋梁標（L2標） 灘浜大橋橋梁標（C2標）の南南西方約77メートル
- 灘浜大橋橋梁標（R1標） 灘浜大橋橋梁標（C1標）の北北東方約77メートル
- 灘浜大橋橋梁標（R2標） 灘浜大橋橋梁標（C2標）の北北東方約77メートル
- 難浜大橋橋梁標（L2標） 難浜大橋橋梁（C2標）の南南西方約77メートル
- 難浜大橋橋梁標（R1標） 難浜大橋橋梁標（C1標）の北北東方約77メート
- 難浜大橋橋梁標（R2標） 難浜大橋橋梁標（C2標）の北北東方約77メート
- 尼崎港橋橋梁標（L1標） 阪神港尼崎西宮芦屋区（尼崎西防波堤灯台の北東方約2.1キロメートル）
- 尼崎港橋橋梁標（L2標） 阪神港尼崎西宮芦屋区（尼崎西防波堤灯台の北東方約2.1キロメートル）
- 尼崎港橋橋梁標（R1標） 尼崎港橋橋梁標（L1標）の東方約170メートル
- 尼崎港橋橋梁標（R2標） 尼崎港橋橋梁標（L2標）の東方約170メートル
- 六甲アイランド橋橋梁標（C1標） 阪神港神戸区（神戸第7防波堤東灯台の北西方約3.4キロメートル）
- 六甲アイランド橋橋梁標（C2標） 阪神港神戸区（神戸第7防波堤東灯台の北西方約3.4キロメートル）
- 六甲アイランド橋橋梁標（L1標） 六甲アイランド橋橋梁標（C1標）の南方約98メートル
- 六甲アイランド橋橋梁標（L2標） 六甲アイランド橋橋梁標（C2標）の南方約97メートル
- 六甲アイランド橋橋梁標（R1標） 六甲アイランド橋橋梁標（C1標）の北方約100メートル
- 六甲アイランド橋橋梁標（R2標） 六甲アイランド橋橋梁標（C2標）の北方約97メートル

## 浮標
- カンタマ南灯浮標 江埼灯台（兵庫県淡路市）の西北西方約8.5キロメートル
- セメント磯西灯浮標 林崎5号防波堤灯台（兵庫県明石市）の西方約1.2キロメートル
- セメント磯中灯浮標 林崎5号防波堤灯台（兵庫県明石市）の南南西方約510メートル
- セメント磯東灯浮標 林崎5号防波堤灯台（兵庫県明石市）の南東方約650メートル
- 下シヅモ南西灯浮標 尾崎鼻灯台（兵庫県姫路市）の西北西方約4.0キロメートル
- 仮屋磁気測定所前A灯浮標 仮屋港東防波堤北灯台（兵庫県淡路市）の北東方約1.9キロメートル
- 仮屋磁気測定所前B浮標 仮屋港東防波堤北灯台（兵庫県淡路市）の北北東方約1.6キロメートル
- 仮屋磁気測定所前C浮標 仮屋港東防波堤北灯台（兵庫県淡路市）の北北東方約1.8キロメートル
- 仮屋磁気測定所前D灯浮標 仮屋港東防波堤北灯台（兵庫県淡路市）の北北東方約1.2キロメートル
- 仮屋磁気測定所前E灯浮標 仮屋港東防波堤北灯台（兵庫県淡路市）の北北東方約1.4キロメートル
- 仮屋磁気測定所前F浮標 仮屋港東防波堤北灯台（兵庫県淡路市）の北北東方約1.6キロメートル
- 仮屋磁気測定所前F浮標 仮屋港東防波堤北灯台（兵庫県淡路市）の北北東方約1.6キロメートル
- 仮屋磁気測定所前G灯浮標 仮屋港東防波堤北灯台（兵庫県津名郡東渕町)の北北東方約1.8キロメートル
- 仮屋磁気測定所前G灯浮標 仮屋港東防波堤北灯台（兵庫県淡路市）の北北東方約1.8キロメートル
- 仮屋磁気測定所前H浮標 仮屋港東防波堤北灯台（兵庫県淡路市）の北北東方約1.5キロメートル
- 広畑港第7号灯浮標 兵庫県姫路港広畑区内（広畑東防波堤灯台の西方約460メートル）
- 広畑航路第1号灯浮標 兵庫県姫路港広畑区（広畑東防波堤灯台の南南西方約3.8キロメートル）
- 広畑航路第2号灯浮標 兵庫県姫路港広畑区（広畑東防波堤灯台の南南西方約3.7キロメートル）
- 広畑航路第3号灯浮標 兵庫県姫路港広畑区内（広畑東防波堤灯台の南南西方約2.5キロメートル）
- 広畑航路第3号灯浮標 兵庫県姫路港広畑区（広畑東防波堤灯台の南南西方約2.5キロメートル）
- 広畑航路第4号灯浮標 兵庫県姫路港広畑区（広畑東防波堤灯台の南南西方約2.5キロメートル）
- 広畑航路第5号灯浮標 兵庫県姫路港広畑区（広畑東防波堤灯台の南南西方約1.4キロメートル）
- 広畑航路第6号灯浮標 兵庫県姫路港広畑区（広畑東防波堤灯台の南南西方約1.3キロメートル）
- 広畑航路第7号灯浮標 兵庫県姫路港広畑区（広畑東防波堤灯台の西方約460メートル）
- 江井ケ島港沖海象観測灯浮標 江井ケ島港西防波堤灯台（兵庫県明石市）の南方約950メートル
- 高蔵瀬東灯浮標 江埼灯台（兵庫県淡路市）の西方約10キロメートル
- 三港建神戸港ポートアイランド南東方A灯浮標 兵庫県神戸港第6区内（神戸港第六南防波堤灯台の南方約1.6キロメートル）
- 三港建神戸港ポートアイランド南東方C灯浮標 兵庫県神戸港第6区内（神戸港第六南防波堤灯台の南南東方約1.9キロメートル）
- 三港建神戸港ポートアイランド南東方D灯浮標 兵庫県神戸港第6区内（神戸港第六南防波堤灯台の南南東方約1.7キロメートル）
- 三港建神戸港ポートアイランド南東方F灯浮標 兵庫県神戸港第6区内（神戸港第六南防波堤灯台の南方約1.3キロメートル）
- 鹿ノ瀬西方灯浮標 上島灯台（兵庫県姫路市）の南方約12キロメートル
- 鹿ノ瀬灯浮標 江埼灯台（兵庫県淡路市）の西方約18キロメートル
- 上シヅモ北東灯浮標 尾崎鼻灯台（兵庫県姫路市）の西北西方約3.3キロメートル
- 飾磨航路第1号灯浮標 兵庫県姫路港飾磨区（飾磨新西防波堤灯台の南方約1.1キロメートル）
- 飾磨航路第2号灯浮標 兵庫県姫路港飾磨区（飾磨新西防波堤灯台の南方約1.1キロメートル）
- 神戸沖第1号灯浮標 神戸第1防波堤東灯台（兵庫県神戸市）の南南西方約7.2キロメートル
- 神戸沖第2号灯浮標 神戸第1防波堤東灯台（兵庫県神戸市）の南南東方約7.5キロメートル
- 神戸港ポートアイランド沖B仮設灯浮標 兵庫県神戸港内（神戸港第六防波堤灯台の南南西方約1.2キロメートル）
- 神戸港ポートアイランド沖B仮設灯浮標 兵庫県神戸港内（神戸港第六防波堤灯台の南南西方約930メートル）
- 神戸港第三航路第1号灯浮標 兵庫県神戸港第6区（神戸港第六防波堤灯台の南南東方約3.6キロメートル）
- 神戸港第三航路第2号灯浮標 兵庫県神戸港第6区（神戸港第六防波堤灯台の南東方約3.6キロメートル）
- 神戸港第三航路中央灯浮標 兵庫県神戸港第5区内（神戸港第六南防波堤灯台の南東方約2.7キロメートル）
- 神戸灘第1号灯浮標 兵庫県神戸港第2区（神戸港第五防波堤灯台の南南東方約770メートル）
- 神戸灘第2号灯浮標 兵庫県神戸港第2区（神戸港第五防波堤灯台の南東方約890メートル）
- 神戸灘第4号灯浮標 兵庫県神戸港第2区内（神戸港第五防波堤灯台の北東方約670メートル）
- 神戸灘第5号灯浮標 兵庫県神戸港第2区内（神戸港第五防波堤灯台の北北東方約920メートル）
- 神戸灘第6号灯浮標 兵庫県神戸港第2区内（神戸港第五防波堤灯台の北東方約670メートル）
- 神戸灘第五灯浮標 兵庫県神戸港第2区（神戸港第五防波堤灯台の北北東方約920メートル）
- 神戸灘東灯浮標 兵庫県神戸港第2区（神戸港第五防波堤東灯台の北東方約1.5キロメートル）
- 神戸六甲アイランド東水路中央第1号灯浮標 兵庫県神戸港第6区（神戸第七防波堤東灯台の南南東方約5.4キロメートル）
- 神戸六甲アイランド東水路中央第2号灯浮標 兵庫県神戸港第6区（神戸第七防波堤東灯台の南東方約1.2キロメートル）
- 神戸六甲アイランド東水路中央第3号灯浮標 兵庫県神戸港第6区（神戸第七防波堤東灯台の北東方約2.7キロメートル）
- 神戸六甲アイランド南A灯浮標 兵庫県神戸港第6区内（神戸第六防波堤灯台の東方約3.5キロメートル）
- 神戸六甲アイランド南F灯浮標 兵庫県神戸港第6区内（神戸第六防波堤灯台の南東方約3.5キロメートル）
- 神戸六甲アイランド南G灯浮標 兵庫県神戸港第6区内（神戸第六防波堤灯台の南東方約2.7キロメートル）
- 神戸六甲アイランド南H灯浮標 兵庫県神戸港第6区内（神戸第六防波堤灯台の東南東方約2.2キロメートル）
- 神戸六甲アイランド南I灯浮標 兵庫県神戸港第6区内（神戸第六防波堤灯台の東南東方約1.6キロメートル）
- 神戸六甲アイランド南工事区域A灯浮標 兵庫県神戸港第6区（神戸第六防波堤灯台の東方約3.5キロメートル）
- 神戸六甲アイランド南工事区域C灯浮標 兵庫県神戸港第6区（神戸第六防波堤灯台の東方約3.2キロメートル）
- 神戸六甲アイランド南工事区域D灯浮標 兵庫県神戸港第6区（神戸第六防波堤灯台の南東方約2.8キロメートル）
- 神戸六甲アイランド南工事区域E灯浮標 兵庫県神戸港第6区（神戸第六防波堤灯台の東南東方約2.2キロメートル）
- 神戸六甲アイランド南工事区域F灯浮標 兵庫県神戸港第6区（神戸第六防波堤灯台の東南東方約1.6キロメートル）
- 神戸六甲アイランド南工事区域H灯浮標 兵庫県神戸港第6区（神戸第六防波堤灯台の東南東方約2.5キロメートル）
- 神戸六甲アイランド南工事区域J灯浮標 兵庫県神戸港第6区（神戸第六防波堤灯台の東南東方約2.2キロメートル）
- 神戸六甲アイランド南工事区域M灯浮標 兵庫県神戸港第6区（神戸第六防波堤灯台の東南東方約1.6キロメートル）
- 神戸中央航路第1号灯浮標 阪神港神戸区（神戸第6防波堤灯台の南南東方約3.6キロメートル）
- 神戸中央航路第2号灯浮標 阪神港神戸区（神戸第6防波堤灯台の南東方約3.6キロメートル）
- 神戸灘第1号灯浮標 阪神港神戸区（神戸第5防波堤東灯台の南南東方約770メートル）
- 神戸灘第2号灯浮標 阪神港神戸区（神戸第5防波堤東灯台の南東方約890メートル）
- 神戸灘第4号灯浮標 阪神港神戸区（神戸第5防波堤東灯台の北東方約670メートル）
- 神戸灘第5号灯浮標 阪神港神戸区（神戸第5防波堤東灯台の北北東方約920メートル）
- 神戸灘東灯浮標 阪神港神戸区（神戸第5防波堤東灯台の北東方約1.5キロメートル）
- 神戸六甲アイランド東水路中央第1号灯浮標 阪神港神戸区（神戸第7防波堤東灯台の南南東方約5.4キロメートル）
- 神戸六甲アイランド東水路中央第2号灯浮標 阪神港神戸区（神戸第7防波堤東灯台の南東方約1.2キロメートル）
- 神戸六甲アイランド南工事区域C灯浮標 阪神港神戸区（神戸第6防波堤灯台の東方約3.2キロメートル）
- 神戸六甲アイランド南工事区域H灯浮標 阪神港神戸区（神戸第6防波堤灯台の東南東方約2.5キロメートル）
- 神戸六甲アイランド南工事区域J灯浮標 阪神港神戸区（神戸第6防波堤灯台の東南東方約2.2キロメートル）
- 神戸六甲アイランド南工事区域M灯浮標 阪神港神戸区（神戸第6防波堤灯台の東南東方約1.6キロメートル）
- 西宮鳴尾灯浮標 阪神港尼崎西宮芦屋区（西宮防波堤東灯台の北東方約870メートル）
- 赤穂第1号灯浮標 赤穂御埼灯台（兵庫県赤穂市）の西南西方約4.4キロメートル
- 赤穂第2号灯浮標 赤穂御埼灯台（兵庫県赤穂市）の西南西方約4.3キロメートル
- 赤穂第3号灯浮標 赤穂御埼灯台（兵庫県赤穂市）の西方約4.1キロメートル
- 赤穂第4号灯浮標 赤穂御埼灯台（兵庫県赤穂市）の西方約3.9キロメートル
- 赤穂第5号灯浮標 赤穂御埼灯台（兵庫県赤穂市）の西北西方約4.1キロメートル
- 赤穂第6号灯浮標 兵庫県赤穂港（赤穂御埼灯台の西北西方約4.0キロメートル）
- 大碇灯浮標 男鹿島灯台（兵庫県姫路市）の北東方約2.4キロメートル
- 東播磨港高砂灯浮標 兵庫県東播磨港（東播磨港高砂西防波堤灯台の南方約580メートル）
- 東播磨港別府西第1号灯浮標 兵庫県東播磨港（東播磨港別府西港西防波堤灯台の南方約200メートル）
- 東播磨港別府西第2号灯浮標 兵庫県東播磨港（東播磨港別府西港西防波堤灯台の南東方約420メートル）
- 東播磨港別府西灯浮標 兵庫県東播磨港（東播磨港別府西港西防波堤灯台の南東方約420メートル）
- 東播磨航路第1号灯浮標 兵庫県東播磨港（東播磨港別府西防波堤灯台の南西方約3.5キロメートル）
- 東播磨航路第2号灯浮標 兵庫県東播磨港（東播磨港別府西防波堤灯台の南西方約3.5キロメートル）
- 東播磨航路第3号灯浮標 兵庫県東播磨港（東播磨港別府西防波堤灯台の南西方約2.2キロメートル）
- 東播磨航路第4号灯浮標 兵庫県東播磨港（東播磨港別府西防波堤灯台の南西方約2.3キロメートル）
- 東播磨航路第5号灯浮標 兵庫県東播磨港（東播磨港別府西防波堤灯台の南南西方約1.0キロメートル）
- 東播磨航路第6号灯浮標 兵庫県東播磨港（東播磨港別府西防波堤灯台の南南西方約1.5キロメートル）
- 東播磨航路第四灯浮標 兵庫県東播磨港（東播磨港別府西防波堤灯台の南西方約2.3キロメートル）
- 尼崎第10号灯浮標 阪神港尼崎西宮芦屋区（尼崎西防波堤灯台の東北東方約1.3キロメートル）
- 尼崎第1号灯浮標 尼崎市西防波堤灯台（兵庫県尼崎市）の南方方約4.2キロメートル
- 尼崎第2号灯浮標 尼崎西防波堤灯台（兵庫県尼崎市）の南西方約4.3キロメートル
- 尼崎第3号灯浮標 阪神港尼崎西宮芦屋区（尼崎西防波堤灯台の南西方約2.2キロメートル）
- 尼崎第4号灯浮標 阪神港尼崎西宮芦屋区（尼崎西防波堤灯台の南西方約2.2キロメートル）
- 尼崎第5号灯浮標 阪神港尼崎西宮芦屋区（尼崎西防波堤灯台の南西方約960メートル）
- 尼崎第6号灯浮標 阪神港尼崎西宮芦屋区（尼崎西防波堤灯台の南南西方約970メートル）
- 尼崎第7号灯浮標 兵庫県尼崎西宮芦屋港第1区（尼崎西防波堤灯台の北東方約230メートル）
- 尼崎第8号灯浮標 兵庫県尼崎西宮芦屋港第1区（尼崎西防波堤灯台の東方約710メートル）
- 尼崎第9号灯浮標 阪神港尼崎西宮芦屋区（尼崎西防波堤灯台の東北東方約1.2キロメートル）
- 播磨灘航路第4号灯浮標 男鹿島灯台（兵庫県姫路市）の南南東方約18キロメートル
- 播磨灘航路第5号灯浮標 男鹿島灯台（兵庫県姫路市）の南東方約20キロメートル
- 播磨灘航路第6号灯浮標 江埼灯台（兵庫県淡路市）の西南西方約14キロメートル
- 播磨灘北航路第10号灯浮標 上島灯台（兵庫県姫路市）の東南東方約11キロメートル
- 播磨灘北航路第6号灯浮標 院下島灯台（兵庫県姫路市）の北西方約3.9キロメートル
- 播磨灘北航路第7号灯浮標 尾崎鼻灯台（兵庫県姫路市）の北西方約5.2キロメートル
- 播磨灘北航路第8号灯浮標 鞍掛島灯台（兵庫県姫路市）の北方約2.9キロメートル
- 播磨灘北航路第9号灯浮標 上島灯台（兵庫県姫路市）の南方約2.7キロメートル
- 姫路港東航路第1号灯浮標 兵庫県姫路港東区（妻鹿西外防波堤東灯台の南方約1.3キロメートル）
- 姫路港東航路第2号灯浮標 兵庫県姫路港東区（妻鹿西外防波堤東灯台の南方約1.4キロメートル）
- 平磯西方灯浮標 平磯灯標（兵庫県神戸市）の西方約570メートル
- 平磯北方灯浮標 平磯灯標（兵庫県神戸市）の北北西方約250メートル
- 明石海峡航路西方灯浮標 江埼灯台（兵庫県淡路市）の西方約4.4キロメートル
- 明石海峡航路中央第1号灯浮標 江埼灯台（兵庫県淡路市）の北北西方約2.1キロメートル
- 明石海峡航路中央第2号灯浮標 江埼灯台（兵庫県淡路市）の北東方約2.4キロメートル
- 明石海峡航路中央第3号灯浮標 平磯灯標（兵庫県神戸市）の南西方約2.7キロメートル
- 明石海峡航路東方灯浮標 平磯灯標（兵庫県神戸市）の南南東方約4.6キロメートル
- 網干第2号灯浮標 兵庫県姫路港網干区（網干防波堤灯台の南東方約320メートル）
- 網干第4号灯浮標 兵庫県姫路港網干区（網干防波堤灯台の北方約530メートル）
- 網干揖保川口灯浮標 兵庫県姫路港網干区（網干西灯台の東南東方約210メートル）
- 友ケ島水道波浪観測灯浮標 沼島灯台（兵庫県南あわじ市）の東方約7.5キロメートル

## 灯標
- 広畑航路第1号灯標 兵庫県姫路港広畑区（広畑東防波堤灯台の南南西方約3.8キロメートル）
- 広畑航路第2号灯標 兵庫県姫路港広畑区（広畑東防波堤灯台の南南西方約3.7キロメートル）
- 神戸空港西方灯標 阪神港神戸区（神戸和田岬防波堤灯台の南方約2.5キロメートル）
- 神戸空港東方灯標 阪神港神戸区（神戸第6南防波堤灯台の南方約3.2キロメートル）
- 神戸六甲アイランド東水路中央第3号灯標 阪神港神戸区（神戸第7防波堤東灯台の北方約2.7キロメートル）
- 赤穂灯標 兵庫県赤穂港（赤穂市御前岩）
- 大阪湾センター尼崎沖廃棄物処分場C灯標 兵庫県尼崎西宮芦屋港内（尼崎西防波堤灯台の東南東方約1.6キロメートル）
- 大阪湾センター尼崎沖廃棄物処分場F灯標 兵庫県尼崎西宮芦屋港内(尼崎西防波堤灯台の東南東方約1.5キロメートル）
- 淡路由良港成ケ島沖灯標 兵庫県由良港（高埼灯台の北北東約1.4キロメートル）
- 東播磨航路第1号灯標 兵庫県東播磨港（東播磨港別府西防波堤灯台の南西方約3.5キロメートル）
- 東播磨航路第2号灯標 兵庫県東播磨港（東播磨港別府西防波堤灯台の南西方約3.5キロメートル）
- 平磯灯標 播磨垂水港南防波堤東灯台（兵庫県神戸市）の東南東方約1.1キロメートル

## 導灯
- 広畑導灯（後灯） 兵庫県姫路港（前灯の北方約510メートル）
- 広畑導灯（前灯） 兵庫県姫路港（広畑東防波堤灯台の北方約2.4キロメートル）
- 住友セメント赤穂港導灯（後灯） 兵庫県赤穂港（前灯の北方約230メートル）
- 住友セメント赤穂港導灯（前灯） 兵庫県赤穂港（住友セメント株式会社赤穂工場内）
- 住友大阪セメント赤穂港導灯（後灯） 兵庫県赤穂市（前灯の北方約230メートル）
- 住友大阪セメント赤穂港導灯（前灯） 兵庫県赤穂市（赤穂港第二千鳥防波堤灯台の北北西方約2.0キロメートル）
- 神戸灘浜東導灯（後灯） 兵庫県神戸市（前灯の北方約150メートル）
- 神戸灘浜東導灯（前灯） 兵庫県神戸市（神戸第5防波堤東灯台の北方約1.7キロメートル）
- 石川島播磨重工相生港導灯（後灯） 兵庫県相生市（前灯の北方約110メートル）
- 石川島播磨重工相生港導灯（前灯） 兵庫県相生市（蔓島灯台の北方約4.9キロメートル）
- IHI相生港導灯（後灯）兵庫県相生市（前灯の北方約110メートル）
- IHI相生港導灯（前灯）兵庫県相生市（蔓島灯台の北方約4.9キロメートル）

## シーバース灯
- 出光興産姫路沖シーバース灯 鞍掛島灯台（兵庫県姫路市）の北東方約3.8キロメートル
- 姫路港外出光興産シーバース灯 妻鹿西防波堤灯台（兵庫県姫路港東区）の南方約6.0キロメートル

## 無線方位信号所
- 播磨灘無線方位信号所 男鹿島灯台（兵庫県姫路市）の南南東方約18キロメートル（播磨灘航路第4号灯浮標）
- 明石海峡航路西方無線方位信号所 江埼灯台（兵庫県淡路市）の西方約4.4キロメートル（明石海峡航路西方灯浮標）
- 明石海峡航路東方無線方位信号所 平磯灯標（兵庫県神戸市）の南南東方約4.6キロメートル（明石海峡航路東方灯浮標）
- 友ケ島水道無線方位信号所 沼島灯台（兵庫県南あわじ市）の東方約7.5キロメートル（友ケ島水道波浪観測灯浮標）

## 波浪観測塔灯
- 神戸波浪観測塔灯 兵庫県神戸港第6区（神戸第六南防波堤灯台の南東方約3.0キロメートル）
- 神戸波浪観測塔灯 阪神港神戸区（神戸第6南防波堤灯台の南東方約3.0キロメートル）

## 塔灯
- 須磨海づり公園塔灯 鉢伏山（兵庫県神戸市須磨区）の南東方約1.2キロメートル
- 大阪湾センター尼崎沖廃棄物処分場仮設塔灯 兵庫県尼崎西宮芦屋港内（尼崎西防波堤灯台の南南西方約910メートル）

## その他
- 江埼ディファレンシャルGPS局 兵庫県淡路市（江埼）
- 神戸六甲アイランド南工事区域F灯 兵庫県神戸港第6区（神戸第六防波堤灯台の東南東方約2.9キロメートル）
- 神戸六甲アイランド南埋立区域B灯 兵庫県神戸港第6区（神戸第六防波堤灯台の南東方約3.6キロメートル）
- 神戸製鋼東播磨港別府指向灯 兵庫県加古川市（東播磨港別府西防波堤灯台の北北東方約2.8キロメートル）
- 神戸六甲アイランド南工事区域F灯 阪神港神戸区（神戸第6防波堤灯台の東南東方約2.9キロメートル）
- 柴山港西外防波堤西標示灯 兵庫県柴山港（柴山港灯台の北北東方約380メートル）